# Begnadete Hände – Die Ben Carson Story
Begnadete Hände – Die Ben Carson Story (Originaltitel: Gifted Hands: The Ben Carson Story) ist ein US-amerikanischer Fernsehfilm des Regisseurs Thomas Carter aus dem Jahr 2009. Der Film erzählt das Leben des berühmten Neurochirurgen Ben Carson von 1961 bis 1987. Die Hauptrolle spielte Cuba Gooding junior.

## Handlung
1987 reist Dr. Ben Carson nach Deutschland, wo er ein Paar, Peter und Augusta Rausch, trifft, deren Zwillinge an den Hinterköpfen zusammengewachsen sind.
Carson sieht das Risiko, dass beide Kinder bei einer Trennungsoperation ihr Leben verlieren, bespricht dies mit den Eltern und nimmt den Eingriff vor.
Die Handlung springt zurück nach 1961, wo ein elfjähriger Carson Probleme in der Schule hat. Er ist undiszipliniert und liest wenig. Die Mutter erzieht ihn mit Strenge und er bessert sich. Nach einer Schlägerei sucht er Halt bei Gott und bittet um weniger Temperament.
Ben schafft es nach harter Arbeit auf die Elite-Universität Yale, wo er Candy kennenlernt, die er später heiratet. Er schafft seinen Abschluss in Medizin mit dem Schwerpunkt Neurochirurgie.
Er wird am renommierten Johns Hopkins Hospital angenommen. Dort steht er vor einer schweren Entscheidung: Er kann jemandem das Leben retten oder ihn durch die Operation töten. Carson rettet ihn.
Die Handlung springt erneut zurück und zeigt, wie er die siamesischen Zwillinge erfolgreich in einer 22-stündigen Operation trennt.
Der Film endet mit einer Pressekonferenz Carsons.

## Synchronisation
| Rolle        | Schauspieler     | Deutscher Synchronsprecher |
| ------------ | ---------------- | -------------------------- |
| Ben Carson   | Cuba Gooding jr. | Dietmar Wunder             |
| Sonya Carson | Kimberly Elise   | Anke Reitzenstein          |
| Candy        | Aunjanue Ellis   | Vera Teltz                 |

## Kritiken
„Das bewegende Biopic erzählt mit überzeugenden Darstellern eine nahezu klassische Aufsteiger- und Erfolgsstory. Cuba Gooding jr. stellt eindrucksvoll seine schauspielerischen Fähigkeiten unter Beweis.“

## Nachweise
1. ↑   Freigabebescheinigung für Begnadete Hände – Die Ben Carson Story. Freiwillige Selbstkontrolle der Filmwirtschaft, Dezember 2009 (PDF; Prüfnummer: 120 207 V).
2. ↑  Begnadete Hände – Die Ben Carson Story. In: Lexikon des internationalen Films. Filmdienst, abgerufen am 3. September 2017.